# Наньлэ
Наньлэ́ (кит. упр. 南乐, пиньинь Nánlè) — уезд городского округа Пуян провинции Хэнань (КНР).

## История
При империи Хань был создан уезд Лэчан (乐昌县); уезд назван в честь сына легендарного Жёлтого императора, которого звали Чан И, и который, по преданию, воздвиг здесь город. При империи Западная Цзинь уезд был переименован в Чанлэ (昌乐县). Затем он был расформирован, но при империи Северная Вэй в 497 году создан вновь. При империи Суй в 605 году уезд Чанлэ был присоединён к уезду Фаньшуй (繁水县).
При империи Тан в 622 году уезд Чанлэ был создан вновь. При империи Поздняя Лян Цзиньский князь Ли Цуньсюй (впоследствии совершивший переворот и основавший государство Поздняя Тан) из-за практики табу на имена, чтобы избежать использования иероглифа «чан», входившего в имя его предка Ли Гочана, в 916 году переименовал уезд Чанлэ в Наньлэ.
После победы в гражданской войне коммунистами была в августе 1949 года создана провинция Пинъюань, а в её составе был образован Специальный район Пуян (濮阳专区), и уезд вошёл в его состав. 30 ноября 1952 года провинция Пинъюань была расформирована, и уезд вместе со специальным районом Пуян перешёл в состав провинции Хэнань. В 1954 году Специальный район Пуян был присоединён к Специальному району Аньян (安阳专区). В 1958 году Специальный район Аньян был присоединён к Специальному району Синьсян (新乡专区).
Постановлением Госсовета КНР от 19 декабря 1961 года был вновь образован Специальный район Аньян. В 1968 году Специальный район Аньян был переименован в Округ Аньян (安阳地区). В 1983 году округ Аньян был расформирован, и были созданы городские округа Аньян и Пуян; уезд вошёл в состав городского округа Пуян.

## Административное деление
Уезд делится на 4 посёлка и 8 волостей.